# La Romaine (Haute-Saône)
La Romaine é uma comuna francesa na região administrativa de Borgonha-Franco-Condado, no departamento de Alto Sona. Estende-se por uma área de 21,22 km². Em 2010 a comuna tinha 519 habitantes (densidade: 24,5 hab./km²).
A municipalidade foi estabelecida em 1 de janeiro de 2016 e consiste na fusão das antigas comunas de Le Pont-de-Planches, Greucourt e Vezet.